# Oganeson
Oganeson (Og, łac. oganesson) – niewystępujący naturalnie na Ziemi pierwiastek chemiczny z grupy transaktynowców o liczbie atomowej 118. Został otrzymany po raz pierwszy w 2002 w Zjednoczonym Instytucie Badań Jądrowych (JINR) w Dubnej przez zespół rosyjskich i amerykańskich naukowców. Odkrycie zostało zatwierdzone przez IUPAC i IUPAP w 2015, a w 2016 nowemu pierwiastkowi nadano nazwę oganesson. Nazwa ta honoruje rosyjskiego fizyka jądrowego, Jurija Oganiesiana, który odegrał wiodącą rolę w odkryciu najcięższych pierwiastków układu okresowego i był kierownikiem zespołu, który dokonał syntezy oganesonu. Był to drugi (po seaborgu) przypadek nazwania pierwiastka na cześć osoby żyjącej.
Oganeson jest wysoce niestabilny. W latach 2002–2005 udało się uzyskać jedynie 3 lub 4 atomy izotopu 294
Og o czasie połowicznego rozpadu ocenianym na mniej niż 1 milisekunda. Nie pozwoliło to na eksperymentalne zbadanie jego właściwości chemicznych, jednak liczne są ich przewidywania na podstawie obliczeń teoretycznych. Jest on pierwszym sztucznym przedstawicielem 18. grupy układu okresowego, czyli gazów szlachetnych, i prawdopodobnie wykazuje największą spośród nich reaktywność chemiczną. W przeszłości sądzono, że oganeson w warunkach standardowych będzie gazem, jednak obecne przewidywania wskazują na stały stan skupienia w tych warunkach, wynikający z efektów relatywistycznych. W układzie okresowym leży w bloku p, będąc ostatnim pierwiastkiem siódmego okresu. W chwili pierwszej syntezy oganeson miał najwyższą liczbę atomową i największą masę atomową spośród wszystkich znanych pierwiastków.

## Historia

### Pierwsze spekulacje
Duński fizyk Niels Bohr w 1922 rozrysował własną wersję układu okresowego, w którym umieścił pierwiastek 118 jako siódmy gaz szlachetny. W 1965 Aristid von Grosse opublikował swoje przewidywania dotyczące prawdopodobnych właściwości pierwiastka 118 na podstawie ekstrapolacji właściwości znanych pierwiastków. Pomimo że w tym czasie nie powstała jeszcze koncepcja wyspy stabilności, spekulacje von Grossego okazały się zgodne z późniejszymi obliczeniami. Rzeczywiste właściwości chemiczne oganesonu nie zostały jeszcze zbadane i nie wiadomo, czy rzeczywiście zachowuje się jak gaz szlachetny.

### Nieudane próby syntezy
Pod koniec 1998 polski fizyk Robert Smolańczuk opublikował obliczenia dotyczące fuzji jąder atomowych w celu otrzymywania superciężkich atomów, w tym przyszłego oganesonu. Jego wyliczenia sugerowały, że synteza tego pierwiastka może zostać przeprowadzona poprzez fuzję ołowiu i kryptonu w kontrolowanych warunkach.
W 1999 badacze w Lawrence Berkeley National Laboratory wykorzystali jego przewidywania i ogłosili odkrycie liwermoru oraz oganesonu w „Physical Review Letters”, po czym bardzo szybko wyniki zostały opisane w „Science”. Badacze stwierdzili, że udało im się przeprowadzić reakcję:
8636Kr + 20882Pb → 293118Og + 10n
Wkrótce jednak okazało się, że ani inne grupy naukowców, ani badacze samego laboratorium w Berkeley nie byli w stanie powtórzyć wyniku i po dwóch latach od publikacji doniesienie zostało wycofane przez autorów. W czerwcu 2002 dyrektor laboratorium ogłosił, że twierdzenie o odkryciu dwóch nowych pierwiastków oparte zostało na danych sfabrykowanych przez głównego autora, Victora Ninova.

### Potwierdzona synteza
W 2002 zespół naukowców rosyjskich ze Zjednoczonego Instytutu Badań Jądrowych w Dubnej, we współpracy z grupą amerykańską z Lawrence Livermore National Laboratory, pod kierownictwem fizyka jądrowego Jurija Oganiesiana, opublikował wstępny raport informujący o otrzymaniu pierwiastka 118. Pełny artykuł o udanej syntezie badacze przesłali do redakcji pisma Physical Review C 31 stycznia 2006 (ukazał się on 9 października 2006).
Otrzymali oni 3 lub 4 jądra oganesonu-294 (jedno lub dwa w 2002 i dwa kolejne w 2005). Otrzymano je przez zderzanie atomów kalifornu-249 z jonami wapnia-48:
24998Cf + 4820Ca → 294118Og + 310n

Rozpad promieniotwórczy izotopu oganeson-294. Na schemacie zamieszczono energie rozpadu i okresy półtrwania poszczególnych izotopów. Ułamek liczby atomów podlegających samorzutnemu rozszczepieniu jądra (SF) zaznaczono kolorem zielonym

Z powodu bardzo małego prawdopodobieństwa fuzji jądrowej (przekrój czynny wynosi około 0,3–0,6 pb, tj. (3–6)×10−41 m²) konieczne było długotrwałe bombardowanie próbki kalifornu strumieniem jonów wapnia – w ciągu 4 miesięcy trwania eksperymentu, w celu uzyskania jednego atomu pierwiastka 118, użyto ich 2,5×1019. Bombardowanie kontynuowano przez kolejne miesiące, uzyskując dwa następne atomy pierwiastka 118. Prawdopodobieństwo, że zaobserwowany wynik nie był związany z powstaniem pierwiastka 118, lecz wywołały go szumy lub zjawiska przypadkowe, oszacowano na mniej niż 1:100 000, wobec czego można było przyjąć z dużą pewnością, że rzeczywiście uzyskano oczekiwany pierwiastek.
W doświadczeniach tych zaobserwowano rozpad alfa 3 atomów. Zaproponowano również czwarty rozpad, będący spontanicznym rozpadem jądra. Czas połowicznego rozpadu obliczono na 0,89 ms. W wyniku emisji cząstki alfa z 294
Og powstaje liwermor (290
Lv). Jako że rozpadowi uległy jedynie 3 jądra atomowe, okres półtrwania wyliczony z ich obserwacji cechuje się znaczną niepewnością: 0,89 +1,07−0,31 ms. W 2015, na podstawie danych zebranych dla większej liczby atomów, czas połowicznego rozpadu 294
Og wyznaczono na 0,7 ms.
294118Og → 290116Lv + 42He
Identyfikacja jądra 294
Og zweryfikowana została przez niezależne wytworzenie przewidywanego produktu rozpadu 290
Lv bezpośrednio poprzez bombardowanie kiuru 245
Cm jonami wapnia 48
Ca:
24596Cm + 4820Ca → 290116Lv + 310n
i sprawdzenie, że rozpad 290
Lv pasuje do łańcucha rozpadu 294
Og. Powstające z rozpadu oganesonu jądro 290
Lv jest bardzo niestabilne i rozpada się w czasie 14 ms z wytworzeniem flerowu 286
Fl, rozpadającego się spontanicznie lub w przemianie α z wytworzeniem koperniku 282
Cn, którego jądro z kolei także podlega spontanicznemu rozpadowi.
Na podstawie obliczeń uwzględniających model zjawiska tunelowego okres połowicznego rozpadu przemiany alfa 294
Og przewidywano na 0,66 +0,23−0,18 ms, wartość eksperymentalną opublikowano w 2004. Wyliczenia z makroskopowo-mikroskopowego modelu Muntiana-Hofmana-Patyka-Sobiczewskiego daje nieco mniejszą, ale porównywalną wartość.
W 2011 Międzynarodowa Unia Chemii Czystej i Stosowanej orzekła, że trzy zdarzenia odnotowane dla izotopu o liczbie atomowej 118 mają bardzo dobrą powtarzalność, jednak zaobserwowane reakcje jądrowe nie przebiegają z wytworzeniem żadnego znanego jądra izotopu, przez co doniesienia nie spełniają warunków uznania odkrycia nowego pierwiastka. Natomiast w grudniu 2015 Joint Working Party Międzynarodowej Unii Chemii Czystej i Stosowanej (IUPAC) i Międzynarodowej Unii Fizyki Czystej i Stosowanej (IUPAP) uznała odkrycie pierwiastka 118 za potwierdzone i przypisała pierwszeństwo jego syntezy zespołowi rosyjsko-amerykańskiemu z Dubnej i Livermore.

### Nazwa

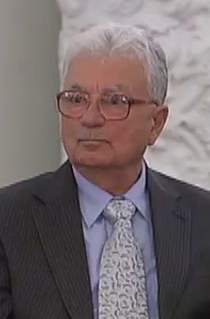
Pierwiastek 118 nazwany został na pamiątkę Jurija Cołakowicza Oganiesiana, współautora odkryć kilku sztucznych pierwiastków

Zgodnie z tradycyjnym nazewnictwem nieznanych pierwiastków chemicznych pierwiastek 118, jako położony poniżej radonu w układzie okresowym, nazywany był eka-radonem (funkcjonowała też nazwa eka-emanacja, gdyż radon określano nazwą emanacji). W 1979 IUPAC opublikowała reguły wstępnego nazewnictwa nowych pierwiastków, według których pierwiastek 118 otrzymał nazwę ununoctium i symbol Uuo. W publikacjach zazwyczaj stosowano jednak określenie opisowe pierwiastek 118.
Przed odwołaniem odkrycia w 2002 badacze z Berkeley chcieli nazwać pierwiastek ghiorsium (Gh), honorując tym samym Alberta Ghiorso, wiodącego członka zespołu badawczego.
Rosyjscy odkrywcy donieśli o swej syntezie w 2006. Zgodnie z rekomendacjami IUPAC odkrywcy nowego pierwiastka mają prawo zasugerować dla niego nazwę. W 2007 szef instytutu podał, że zespół rozważa dwie nazwy dla nowego pierwiastka: flyorium na pamiątkę Gieorgija Nikołajewicza Florowa, założyciela laboratorium badawczego w Dubnej, oraz moskovium w związku z obwodem moskiewskim, na terenie którego leży Dubna. Propozycje te uzasadniał twierdząc, że choć pierwiastek 118 otrzymany został dzięki współpracy z Amerykanami, którzy zapewnili niezbędny kaliforn, to podmoskiewskie Laboratorium Reakcji Jądrowych im. G.N. Florowa było jedynym obiektem na świecie, w którym można było osiągnąć taki rezultat. Ostatecznie obie te nazwy zostały wykorzystane dla innych nowych pierwiastków: flerowem nazwano pierwiastek 114, a nazwę moskow nadano pierwiastkowi 115 (nazwę tę proponowano też dla pierwiastka 116, który jednak ostatecznie został nazwany liwermor).
Tradycyjnie nazwy gazów szlachetnych kończą się na „-on” (wyjątek stanowi hel – gdy nadawano mu nazwę nie był przypisany on do grupy gazów szlachetnych). IUPAC w 2002 zaleciła wprawdzie, aby wszystkie nazwy nowych pierwiastków miały jednolitą końcówkę „-ium”, jednak w 2016 ograniczono tę zasadę do grup 1–16, zalecając dla nowych fluorowców tradycyjną końcówkę „-ine”, a dla helowców końcówkę „-on”.
W czerwcu 2016 IUPAC ogłosiła, że planuje nadać nowemu pierwiastkowi nazwę oganesson (symbol Og), honorując rosyjskiego fizyka jądrowego Jurija Oganiesiana. Równocześnie zaproponowano nazwy dla pierwiastków 113 (nihon), 115 (moskow) i 117 (tenes). Wszystkie zostały zatwierdzone 28 listopada 2016. Według wstępnej opinii Komisji Terminologii Chemicznej Polskiego Towarzystwa Chemicznego nazwą tego pierwiastka w języku polskim jest oganeson. W polskich mediach pojawiła się również (oprócz „oganeson”) nazwa „oganessjan”.

## Właściwości

### Stabilność i izotopy

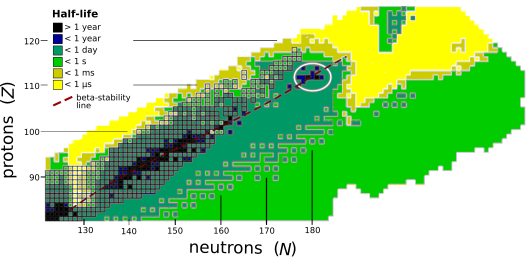
Oganeson (118) leży nieco powyżej zaznaczonej białą elipsą wyspy stabilności, w związku z czym jego jądro jest nieco bardziej stabilne, niż można by przewidywać

Stabilność jądra w znacznym stopniu maleje ze wzrostem liczby atomowej po plutonie, najcięższym z naturalnie występujących pierwiastków, wobec czego wszystkie izotopy o liczbie atomowej powyżej 101 (mendelew) szybko rozpadają się radioaktywnie (wyjątek stanowi dubn-268). Żaden pierwiastek o liczbie atomowej powyżej 82 (po ołowiu) nie ma stabilnych izotopów. Niemniej, z powodu nie całkiem zrozumianych jeszcze przyczyn, stabilność jąder wzrasta nieznacznie wokół liczb atomowych od 110 (darmsztadt) do 114 (flerow), co w fizyce jądrowej określane jest jako wyspa stabilności (autor tej hipotezy, Glenn Seaborg proponuje możliwe przyczyny tego zjawiska, nie zostały one jednak powszechnie zaakceptowane). Oganeson jest radioaktywny. Jego czas połowicznego rozpadu wydaje się być mniejszy od milisekundy, jednak jest to czas i tak dłuższy, niż wynikało z niektórych przewidywań. Wspiera to więc pogląd postulujący istnienie wyspy stabilności.
Wyliczenia z wykorzystaniem modelu tunelowania kwantowego przewidują istnienie kilku bogatych w neutrony izotopów oganesonu rozpadających się w przemianie α z okresem połowicznego rozpadu bliskim 1 ms.
Obliczenia teoretyczne związane z syntezą i dotyczące czasów półtrwania innych izotopów wykazały, że mogą istnieć nieco stabilniejsze izotopy od zsyntetyzowanego 294
Og, przy czym najprawdopodobniej są to 293
Og, 295
Og, 296
Og, 297
Og, 298
Og, 300
Og i 302
Og. Z izotopów tych największe prawdopodobieństwo na posiadanie jąder o długim (w porównaniu z 294
Og) czasie połowicznego rozpadu wiąże się z 297
Og, wobec czego to na tym izotopie mogą się skupić przyszłe badania. Niektóre izotopy zawierające znacznie więcej neutronów (ulokowane około 313
Og), również mogą mieć jądra o dłuższym czasie półtrwania.

### Obliczone właściwości atomowe i fizyczne
Oganeson należy do grupy 18, której pierwiastki cechują się zerową wartościowością. Są zazwyczaj niereaktywne w większości reakcji chemicznych, co jest spowodowane zapełnieniem powłoki walencyjnej (zawierającej 8 elektronów). Mają więc konfigurację o minimalnej energii, w której ich zewnętrzne elektrony są silnie związane. Przypuszcza się, że oganeson będzie miał podobnie zapełnioną powłokę walencyjną o konfiguracji elektronowej 7s27p6. W efekcie przewidywać można, że właściwościami fizycznymi i chemicznymi oganeson będzie przypominać inne pierwiastki swojej grupy (szczególnie radon, leżący nad nim w układzie okresowym).
Podejrzewa się, że oganeson wykazywał będzie jak dotychczas najwyższą polaryzowalność ze wszystkich znanych pierwiastków układu okresowego (prawie dwukrotnie taką jak radon). Poprzez ekstrapolację danych dla innych gazów szlachetnych jego temperaturę wrzenia szacuje się na 320–380 K. Wartość ta różni się znacznie od wcześniejszych oszacowań podających 263 K bądź 247 K. Nawet biorąc pod uwagę dużą niepewność tych obliczeń, wydaje się bardzo mało prawdopodobne, by oganeson w warunkach standardowych był gazem. Z kolei zakres stanu ciekłego jest dla innych gazów szlachetnych bardzo wąski, między 2 i 9 K, wobec czego w warunkach standardowych pierwiastek ten powinien być ciałem stałym. Gdyby jednak oganeson w warunkach standardowych był gazem, to stanowiłby jedną z najgęstszych substancji gazowych w tych warunkach (nawet gdyby występował w postaci cząsteczek monoatomowych jak inne helowce).
Z powodu bardzo dużej polaryzowalności oganeson podejrzewa się o niezwykle małą energię jonizacji (podobną do obserwowanej u ołowiu, w przypadku którego wynosi ona 70% jej wartości dla radonu, jest ona znacznie mniejsza od energii jonizacji dla flerowu) i standardowy stan skondensowany.

### Przewidywane właściwości chemiczne
Zgodnie z zasadą okresowości oganeson powinien być nieco bardziej reaktywny od radonu, jednak obliczenia teoretyczne wykazały, że może on być od niego nawet znacznie bardziej reaktywny, a nawet bardziej reaktywny od flerowu i koperniku. Przyczyną znacząco zwiększonej reaktywności tego pierwiastka względem radonu jest destabilizacja energetyczna i zwiększenie rozmiarów ostatniej zapełnionej podpowłoki 7p. Precyzyjniej, poprzez między innymi sprzężenie spinowo-orbitalne elektronów 7p z biernymi elektronami 7s2, konfiguracja 7s27p2 flerowu jest na tyle ustabilizowana, że można uważać ją za powłokę zapełnioną; tym samym zwiększenie liczby elektronów w atomie oganesonu będzie prowadziło do zmniejszenia jego stabilności. Obliczono również, że oganeson, w przeciwieństwie do innych gazów szlachetnych, będzie wiązał elektron z uwolnieniem energii (będzie miał dodatnie powinowactwo elektronowe), choć wprowadzenie poprawek kwantowo-elektrodynamicznych zmniejsza to powinowactwo dla jonu Og−
 o 9% (co wskazuje, że uwzględnienie tego rodzaju poprawek w przypadku superciężkich pierwiastków jest istotne). Przyczyną wysokiego powinowactwa jest stabilizacja poziomu energetycznego 8s wynikająca z efektów relatywistycznych.
Dotychczas nie udało się zsyntetyzować związków oganesonu, jednak obliczenia teoretyczne ich dotyczące prowadzi się od 1964.
Obliczenia dotyczące cząsteczki dwuatomowej Og
2 wskazały wiązanie przypominające z grubsza Hg
2, z energią dysocjacji wynoszącą 6 kJ/mol (mniej więcej czterokrotnie większą od Rn
2). Ponadto wyliczona długość wiązania była mniejsza od długości wiązania w cząsteczce Rn
2 o 0,16 Å, co wskazuje na silne oddziaływanie tworzące wiązanie. Z drugiej strony OgH+
 wykazuje energię dysocjacji (innymi słowy powinowactwo oganesonu do protonu) mniejsze niż RnH+
. Przewidywane wiązanie między oganesonem a wodorem w OgH byłoby bardzo słabe i należałoby je nawet rozpatrywać raczej jako czyste oddziaływanie van der Waalsa niż jako rzeczywiste wiązanie chemiczne.
Obliczenia wskazują, że oganeson jest najbardziej elektrododatni z grupy gazów szlachetnych i powinien być zdolny do wiązania się stabilniej z pierwiastkami wysoce elektroujemnymi, niż przykładowo kopernik lub flerow. Przewiduje się stabilne stopnie utlenienia II i IV we fluorkach OgF
2 i OgF
4, które powinny być trwalsze niż analogiczne związki ksenonu i radonu dzięki opisanemu wyżej silnemu efektowi spinowo-orbitalnemu. Stopień utlenienia VI byłby z kolei mniej stabilny z powodu tego samego silnego związania podpowłoki 7p1/2, które zwiększa reaktywność tego pierwiastka. Przykładowo wykazano, że reakcja oganesonu z fluorem (F
2) z wytworzeniem OgF
2 wydzieliłaby energię 106 kcal/mol, z której około 46 kcal/mol wynikałoby właśnie z tego oddziaływania. Dla porównania sprzężenie spinowo-orbitalne podobnej cząsteczki RnF
2 odpowiada za około 10 kcal/mol z energii tworzenia wynoszącej 49 kcal/mol. To samo oddziaływanie stabilizuje tetraedryczną geometrię Td OgF
4, w odróżnieniu od płaskiej D4h XeF
4. Wiązanie Og−F najprawdopodobniej będzie wykazywało charakter w większym stopniu jonowy niż kowalencyjny, czyniąc fluorki oganesonu nielotnymi. Przewiduje się też, że oganeson powinien być zdolny do tworzenia wiązań Og−Cl (spośród związków innych gazów szlachetnych znany jest na przykład XeCl
2, o budowie liniowej).